# جامعة آزاد الإسلامية (جورجان)
جامعة آزاد الإسلامية ، فرع جورجان (المعروف أيضا باسم جامعة آزاد جورجان ) هي حرم جامعة آزاد الإسلامية في جرجان في إيران.

## التاريخ
أصبحت الجامعة من العمر تحت إشراف عبد القيوم إبراهيمي ، الذي كان أول مستشار جامعي خلال الفترة 1988-2000.
بدأت هذه الجامعة عملها مع ثلاثة تخصصات ( الهندسة المدنية والأحياء والهندسة الزراعية ) و 60 طالبًا في عام 1988. ثم يقع في جرجان شارع الصورة. منذ ذلك الحين ، نمت الجامعة من حيث الكم والجودة. في الوقت الحاضر ، تضم أكثر من 500 عضو هيئة تدريس ، وحوالي 13000 طالب في بكالوريوس العلوم ، ماجستير ودكتوراه من 48 تخصصًا.

## روابط خارجية

### المواقع الرسمية
- جامعة آزاد الإسلامية بجورجان
- وكالة آزاد للأنباء (ANA) ، وكالة الأنباء الرسمية لجامعة آزاد الإسلامية

### قائمة الجامعات في إيران
- قائمة الجامعات في إيران @ wikipedia.org
- قائمة الجامعات الإيرانية @ dictionary.laborlawtalk.com
- قائمة الجامعات والمعاهد والكليات @ irancivilcenter.com [وصلة مكسورة] [ رابط ميت دائم ][ رابط ميت دائم ]